# Académie internationale du fiqh islamique
 (juin 2021).
L'Académie internationale du fiqh islamique (arabe : مجمع الفقه الإسلامي الدولي) est une institution islamique internationale pour l'étude avancée de la jurisprudence et du droit musulmans basée à Djeddah en Arabie saoudite. Elle a été fondée à la suite d'une résolution de la troisième conférence islamique au Sommet de l'Organisation de la coopération islamique, tenue à La Mecque, qui demandait la création d'une Académie de fiqh islamique. L'Académie internationale du fiqh islamique a ensuite été créée en juin 1983 en tant qu'organe subsidiaire de l'Organisation de la coopération islamique. Elle compte 57 États membres et représentants.
S'appuyant à la fois sur les sciences islamiques traditionnelles et sur les branches modernes de savoir, l'AIFI cherche à faire progresser les connaissances dans les domaines de la culture, des sciences et de l'économie. Selon l'AIFI, leur but principal est d'aborder les questions liées à l'humanité conformément à la Charia et à l'éthique islamique. Les activités de l'AIFI s'articulent autour de la conduite de recherches et de documentations ainsi que de l'organisation d'événements et de rencontres entre les érudits et experts musulmans dans divers domaines de savoir. Les résolutions et les recommandations de l'Académie abordent divers problèmes mondiaux du point de vue de la Charia.
L'AIFI est considérée comme l'agence religieuse et le bras jurisprudentiel de l'OCI. Elle conseille également d'autres organisations non islamiques, les conseils de fiqh, et coopère avec eux. L'AIFI réunit chaque année des experts musulmans du monde entier. Le président actuel de l'Académie est le cheikh Dr Salih bin Abdullah al-Humaid, imam à la grande mosquée de la Mecque. Le Secrétaire général en exercice est le professeur Koutoub Moustapha Sano, ancien ministre des Affaires religieuses de la république de Guinée, érudit et penseur musulman.

## Historique

### Fondation
L'Académie Internationale du fiqh Islamique est créée en juin 1983 à la suite d'une résolution de l'OCI lors du troisième sommet islamique de la Mecque.

### Présidents et secrétaires généraux
L'Académie a eu deux présidents et quatre secrétaires généraux depuis sa fondation. Le secrétaire général de l'Académie est nommé par un décret de l'OCI parmi les membres de l'Académie, pour un mandat renouvelable de quatre ans.
L'actuel secrétaire général de l'AIFI est le professeur Koutoub Moustapha Sano qui a pris ses fonctions en octobre 2020 après avoir occupé pendant une douzaine d'années plusieurs hauts postes au sein du gouvernement de la république de Guinée, principalement en tant que ministre des Affaires religieuses, ministre de la Coopération internationale et ministre des Affaires diplomatiques à la présidence de la république de Guinée. En 2007, alors qu'il était vice-recteur (2005-2009) chargé de l'internationalisation et de l'innovation à l'Université islamique internationale de Malaisie, l'ancien sultan de Pahang, aujourd'hui roi de Malaisie (2019-), lui a conféré le titre honorifique de Dato.
Bien que la nomination de l'actuel secrétaire général soit antérieure à la pandémie de COVID-19, son prédécesseur, le professeur Abdulsalam al-Abbadi, a succombé le 10 août 2020 à l'hôpital saoudien-allemand de Djeddah, quelques semaines avant la fin de son mandat de secrétaire général de l'Académie, apparemment en raison de complications liées au Covid-19. Il a été enterré au cimetière de Jannat al-Mu'alla à La Mecque.

#### Présidents
- 1985-2007 / 1405-1429 : cheikh Dr. Bakr Abu Zayd, un érudit saoudien, ancien membre du Conseil des grands savants et du Comité permanent pour la recherche islamique et l'émission de fatwas.
- 2007/1429––present : cheikh Dr. Salih bin Abdullah al Humaid, un érudit saoudien, actuel imam Khatib à la grande mosquée de Makkah, et conseiller à la Cour royale saoudienne.

#### Secrétaires généraux
- 1984-2008 / 1405-1429 : cheikh Dr. Mohamed Habib Belkhodja, ancien mufti de la République tunisienne.
- 2011-2015 / 1432-1436 : prof. Ahmed Khaled Babkar, ancien secrétaire général du Conseil du fiqh islamique de la république du Soudan.
- 2015-2020 / 1436-1442 : prof. Abdulsalam al-Abbadi, ancien ministre des Awqaf, des affaires islamiques et des lieux saints du royaume hachémite de Jordanie.
- 2020 / 1442- ; présent : prof. Koutoub Moustapha Sano, ancien ministre des Affaires religieuses, et conseiller du président de la république de Guinée.

### Adhésion
L'AIFI étant un organe subsidiaire de l'Organisation de la coopération islamique, elle compte les mêmes 57 États membres. La plupart de ces pays sont à majorité musulmane, et la grande majorité d'entre eux ont un représentant officiel élu par leur gouvernement en tant que représentant de leur pays à l'Académie. Nombre de ces représentants sont d'anciens ou d'actuels ministres des Affaires religieuses, des grands mouftis ou des érudits.
Les représentants des États membres participent régulièrement à la session annuelle et aux événements de l'Académie, en plus des centaines de chercheurs, d'experts et d'universitaires, provenant d'États membres et non membres, qui contribuent à sa session annuelle et à ses divers séminaires.

## Pandémie Covid-19
L'AIFI intervient pendant la pandémie de COVID-19 en sensibilisant le public aux mesures de sécurité et de prévention contre le coronavirus, en adressant aux États membres de l'OCI et aux organisations internationales du monde entier une fatwa approfondie sur la pandémie de COVID-19, et en exhortant les populations musulmanes et les dirigeants locaux à respecter les mesures de précaution émises par les gouvernements et les autorités sanitaires pour lutter contre la pandémie et en minimiser les effets.
L'AIFI  est l'une des premières institutions islamiques à condamner les théories de conspiration sur le Covid-19 et à appeler à appliquer les mesures préventives publiques. Elle a réfuté les fatwas aberrantes émises par certains mouftis et organismes qui mettaient en doute le traitement Covid-19 ou appelaient à la désobéissance publique aux mesures préventives. Au contraire, l'AIFI a exhorté les publics  à s'appuyer sur les avis juridiques islamiques de savants et de médecins pour faire face à la pandémie de Covid-19.

## Éthique de recherche médicale
L'Académie internationale du fiqh islamique a contribué à l'autorisation de la transplantation d'organes. En 1986, l'Académie internationale du fiqh islamique reconnait la mort cérébrale comme une forme de mort reconnue en Islam. Cela permet le début immédiat des transplantations d'organes en Arabie saoudite. L'AIFI émet par la suite une fatwa sur la transplantation d'organes qui a accéléré cette pratique.
En 1992, 1997, 2004, 2006 et 2018, l'AIFI a émis des résolutions (fatwas) sur l'éthique de la recherche médicale. D'autres organisations ont émis des fatwas similaires - certaines en coopération avec l'AIFI - notamment l'Organisation islamique des sciences médicales du Koweït, le Conseil du fiqh islamique d'Amérique du Nord, Dar Alifta Al-Misriyah et l'Association médicale islamique d'Amérique du Nord.
L'AIFI a également joué un rôle important dans la définition des normes de confidentialité dans la recherche médicale par le biais de fatwas institutionnelles. Elle a publié une résolution sur le jeûne du Ramadan pour les personnes diabétiques.

## Lutte contre l'extrémisme et le terrorisme
Depuis sa création en 1984, l'Académie internationale du fiqh islamique s'engage à lutter contre l'extrémisme et le terrorisme, et à promouvoir des valeurs de modération et de tolérance fondées sur une compréhension approfondie des sources islamiques.
L'Académie internationale du fiqh islamique a publié plusieurs déclarations et résolutions condamnant la violence et les différentes formes d'extrémisme sur la base du fiqh et de la charia. En octobre-novembre 2018, la Déclaration de Médine a été émise lors de la 23ème session de l'Académie à Al Madinah Al Munawwarah. Elle a appelé à la tolérance confessionnelle et jurisprudentielle, à la coopération et à l'intégration entre les différentes écoles et confessions musulmanes,.
En juin 2006, sous les auspices de l'AIFI, plusieurs dizaines de leaders religieux irakiens des factions sunnites et chiites ont participé à une réunion de deux jours près de al-Masjid al-Haram à La Mecque et ont signé le Document de La Mecque qui appelait à prendre des mesures pratiques pour mettre fin à la violence sectaire en Irak dans l'ère d'après-Saddam. Le Document de La Mecque appelait soi-disant à la formation de comités dans diverses régions d'Irak et à l'organisation de séminaires réunissant des chefs religieux et des érudits sunnites et chiites.

## États membres et représentants
La liste suivante contient les États membres, la date d'adhésion et leurs représentants actuels. L'AIFI compte les mêmes 57 États membres que son organisation mère, l'Organisation de la coopération islamique, ainsi que d'autres institutions subsidiaires telles que la Banque islamique de développement et l'Organisation islamique mondiale pour l'éducation, les sciences et la culture[réf. nécessaire].
- Royaume hachémite de Jordanie (1983) : Dr. Muhammad Ahmed Muslim al-Khalayla
- République islamique d'Afghanistan ( 1983) : Dr. Abdulrazik Wardak Muradkhan
- République d'Albanie (1992) : vacant
- République d'Ouzbékistan (1995) : Aziz Khan Mansorov
- République d'Ouganda (1983) : en cours.
- Émirats arabes unis (1983) : Ahmed Abdulaziz al Haddad
- République islamique du Pakistan (1983) : juge Muhammad Taqi Usmani
- Royaume de Bahreïn (1983) : Dr. Farid Yacoub al-Miftah
- Brunei Darussalam (1984) : Dato Dr. Haji Jaafar bin Haji Mat Dan
- République populaire du Bangladesh (1983) : Dr. Abdullah Maruf Muhammad Shah Allam
- République du Bénin (1983) : cheikh Hassan Omar Farouq
- République d'Indonésie (1983) : vacant
- République islamique d'Iran (1983) : vacant
- République d'Azerbaïdjan (1992) : vacant
- Burkina Faso (1983) : Dr. Aboubakar Doukouri
- République du Turkménistan : vacant (1992) : vacant
- République de Turquie (1983) : prof. Murtada Badr
- République du Tchad (1983) : cheikh Tijani Saboun Mohamed
- République togolaise (1997) : cheikh Mamadou Abdou Batchi
- République tunisienne (1983) : Othman Battikh
- République algérienne démocratique et populaire (1983) : prof. Kamel Bouzidi
- République de Djibouti (1983) : cheikh Abdulrahmaan Muhammad Ali
- Royaume d'Arabie Saoudite (1983) : cheikh Saleh bin Abdullah bin Humaid
- République du Sénégal (1983) : Dr. Rawane Mbaye
- République du Soudan (1983) : Dr. Abdulraheem Adam Sulayman
- République arabe syrienne (1983) : en attente.
- République du Suriname (1996) : vacant
- République de Sierra Leone (1983) : vacant
- République fédérale de Somalie (1983) : Dr. Othman bin Muallim Mahmood bin Sheikh Ali
- République du Tadjikistan : vacant (1992) : cheikh Saidmukarram Abdulkodirzoda
- République d'Irak (1983) : en cours.
- Sultanat d'Oman (1983) : cheikh Ahmed bin Hamad al-Khalili
- République gabonaise (1983) : vacant
- République de Gambie (1983) : vacant
- République coopérative de Guyana (1998) : vacant
- République de Guinée (1983) : prof. Koutoub Moustapha Sano
- République de Guinée-Bissau (1983) : vacant
- Etat de Palestine (1983) : cheikh Muhammad Ahmad Hussein
- État du Qatar (1983) : cheikh Thaqil bin Sayir Zayd al-Shamri
- Union des Comores (1983) : vacant
- République kirghize (1992) : vacant
- République du Kazakhstan (1995) : Irshad Aghabi Ogli Ongarov
- République du Cameroun (1983) : cheikh Muhammad Mal Bakri
- République de Côte d'Ivoire (2001) : Dr. Konati Arna
- État du Koweït (1983) : Dr. Ajil Jassim al-Namshi
- République libanaise (1983) : cheikh Khalil Al-Mays
- État de Libye (1983) : Dr. Hamzah Abufaris
- République des Maldives (1983) : cheikh Muhammad Rachid Ibrahim
- République du Mali (1983) : cheikh Hamzah Moustapha Maga
- Malaisie (1983) : Wan Zahidi bin Wan Teh
- République arabe d'Égypte (1983) : cheikh Ali Gomaa
- Royaume du Maroc (1983) : Dr. Hamdati Shabihna Ma'ainin
- République islamique de Mauritanie (1983) : cheikh Mohamed Mokhtar Ouldmbala
- République du Mozambique (1994) : vacant
- République du Niger (1983) : Dr. Abdullah Idris Abubakr Maga
- République fédérale du Nigeria (1986) : cheikh Ahmed Said Qalqashandi
- République du Yémen (1983) : cheikh Muhammad Abdah Omar

## Galerie

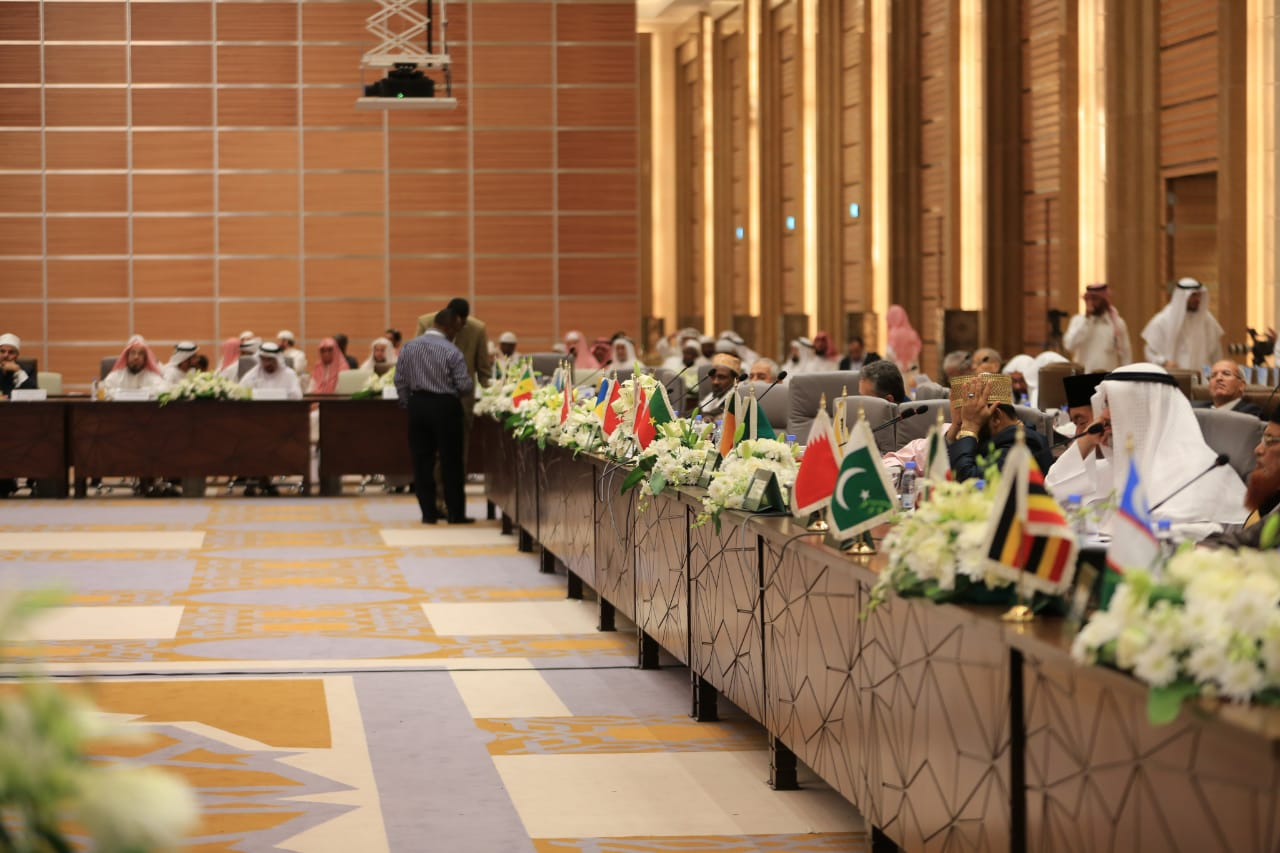
Réunion lors de la 23ème session de l'AIFI, en novembre 2018.
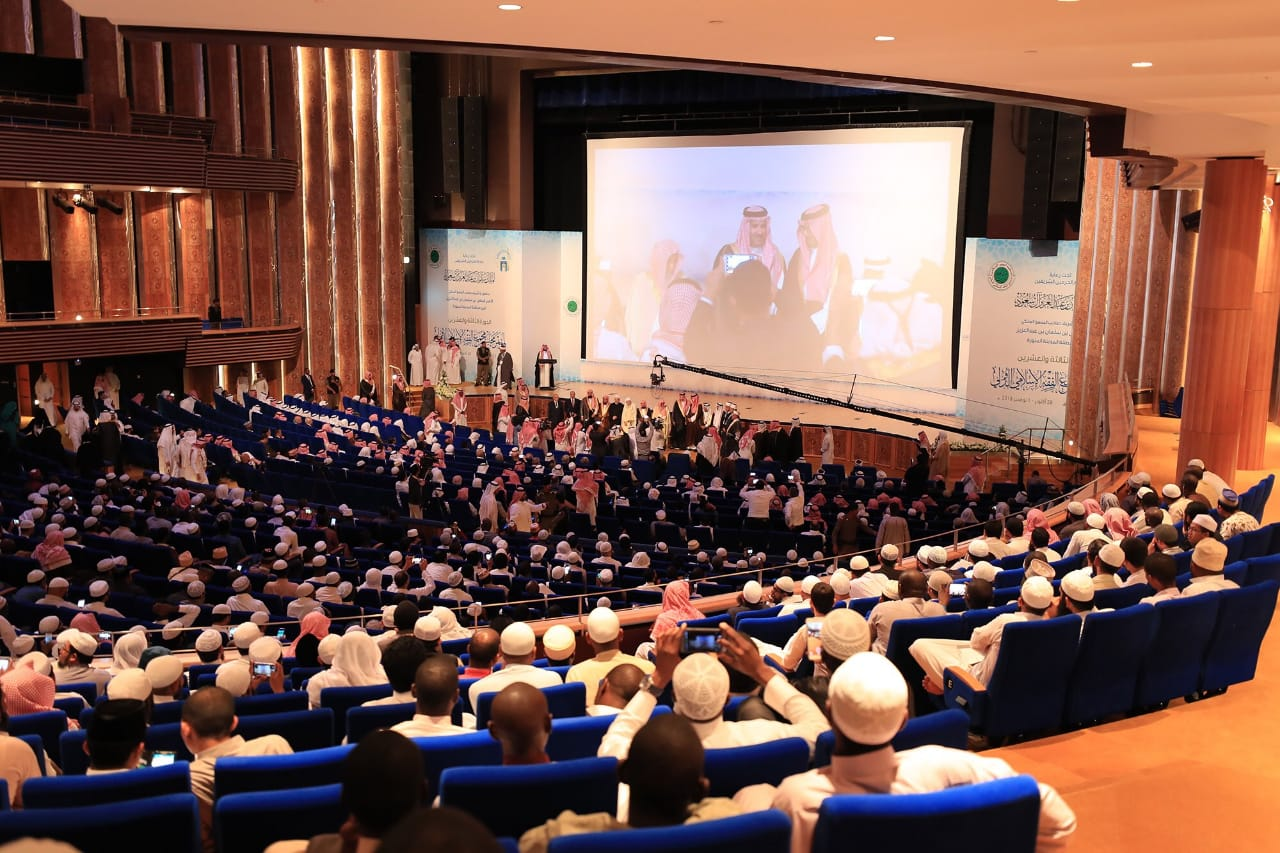
Centre Roi Salman à Médine accueillant l'une des sessions de l'Académie.
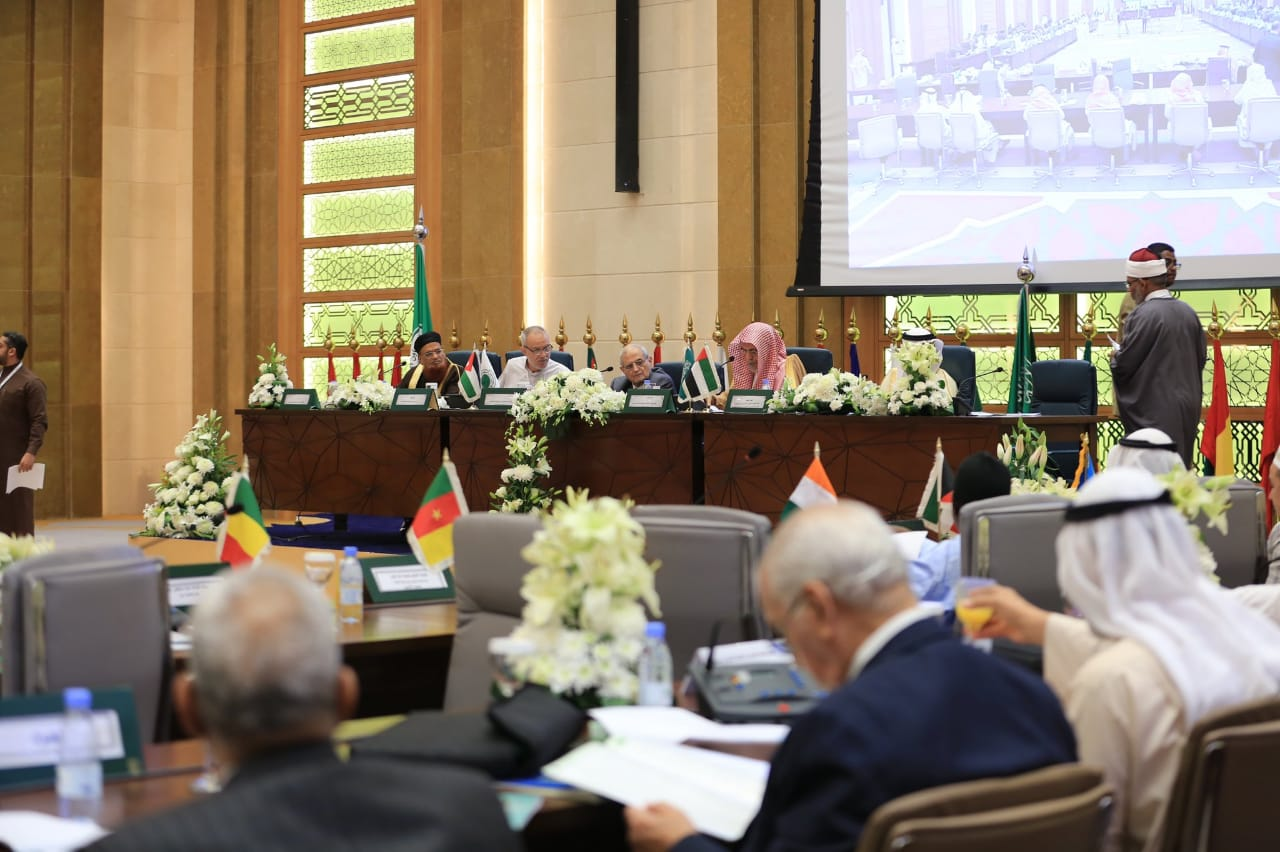
Débats pendant l'une des sessions plénières.
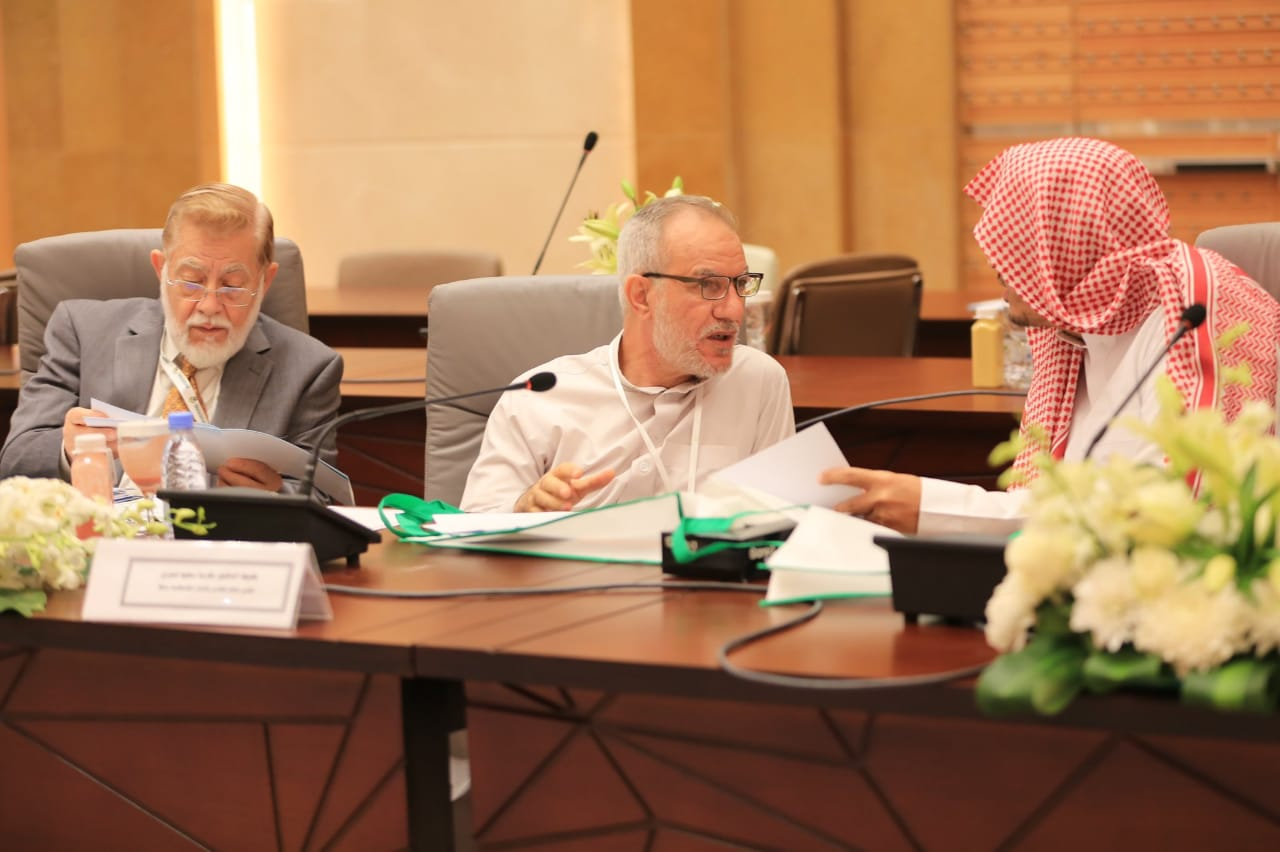
Discussion et consultation entre des érudits et des experts de différentes parties du monde musulman.